# Albert Bayerle
Albert Bayerle (* 30. November 1906 in Augsburg; † 3. August 1972 in München) war ein deutscher Kommunalpolitiker. Er war Prokurist des Sendlinger Konsumvereins und SPD-Stadtrat in München. Von 1960 bis 1972 war er Münchens Dritter Bürgermeister.

## Leben
Bayerle lebte seit 1908 in Obersendling und trat 1924 in die SPD ein. Er absolvierte eine kaufmännische Ausbildung. Dann war er als Korrespondent, Verkaufsleiter und Werbeleiter beschäftigt.

### Wirken im Konsumverein München-Sendling 1933–1945
Bis 2. Mai 1933 war er Prokurist des am 20. Februar 1886 im Nebenzimmer der Wirtschaft „Maibräu“ von elf Sendlinger Metallarbeitern gegründeten Konsumvereins München-Sendling, dem zweiten Konsumvereins Münchens. 1932 hatte der Sendlinger Konsumverein einen Umsatz von 20 Millionen Reichsmark, 58.332 Mitglieder und 1.244 Beschäftigte. Reichsweit bedienten in der Weimarer Republik Konsumgenossenschaften einen Marktanteil von etwa zehn Prozent. Während der Weimarer Republik schüchterten die von Nationalsozialisten dominierte „Kampfgemeinschaft gegen Warenhaus- und Konsumvereine“ unter den Kaufleuten Georg Sturm und Albert Künzel, Kunden, Mitglieder und Mitarbeiter des Konsumvereines ein. Am 2. Mai 1933 besetzte die Sturmabteilung die Geschäftssitze der Gewerkschaften und zog das Vermögen der Gewerkschaften zugunsten der Deutschen Arbeitsfront (DAF) ein. Am 3. Mai 1933 wurde bei etwa 1.200 Verbrauchergenossenschaften im Deutschen Reich die Leitungsgremien durch die DAF ausgetauscht. Diese setzte die Parteigenossen Hans Sander und Werner Langenhan als Geschäftsführer der Produktions- und Verkaufseinrichtung ein, entließ die Mitglieder des Vorstands des Konsumvereins München-Sendling: Hans Bauer, Albert Bayerle sowie Georg Bergmann erstatteten Anzeige gegen diese wegen Misswirtschaft und somit Schädigung der Vermögensinteressen der Genossenschaftsmitglieder.

### Zweiter Weltkrieg und danach
Im Zweiten Weltkrieg wurde Bayerle an der Ostfront eingesetzt. Ab 1949 war Bayerle Vorsitzender des Bezirksausschusses Sendling. 1952 wurde er erstmals in den Münchner Stadtrat gewählt. Dabei wurde er vom Listenplatz 45 auf den Rang 2 vorgehäufelt, was ihm den Spitznamen „Häufelkönig“ eintrug.
Von 1956 bis 1960 war er Vorsitzender der SPD-Fraktion im Münchner Rathaus. Von 1960 bis 1972 war er zum Dritten Bürgermeister Münchens ernannt. Er war Leiter der Wirtschafts- und Verkehrsamtes. 1971 wurde mit dem Verleihen der Goldene Bürgermedaille der Landeshauptstadt München sein Einsatz für das Messe- und Ausstellungswesen gewürdigt.